# Jan Choe Chang-hyeon
Jan Choe Chang-hyeon (kor. 최창현 요한; ur. w 1759 roku w Seulu w Korei; zm. 8 kwietnia 1801 tamże) – koreański męczennik, błogosławiony Kościoła katolickiego.

## Życiorys
Choe Chang-hyeon urodził się w 1759 roku w Seulu w rodzinie tłumacza mieszkającego w Ipjeong-dong.
W zimie 1784 roku Choe Chang-hyeon poznał katechizm i wkrótce sam został katolikiem. Pierwsi misjonarze katoliccy trafili do Korei z Chin, w związku z czym w początkach działania kościoła katolickiego w Korei książki religijne były w języku chińskim. Ponieważ Jan Choe Chang-hyeon znał ten język, zajął się przekładem książek z chińskiego na koreański.
Władze Korei były nieprzyjaźnie nastawione do chrześcijan i co pewien czas rozpoczynały ich prześladowania. Jan Choe Chang-hyeon został aresztowany podczas prześladowań w 1801 roku. Poddano go wielokrotnym przesłuchaniom i torturom. Z powodu wyznawanej wiary został ścięty 8 kwietnia 1801 roku w miejscu straceń w Seulu za Małą Zachodnią Bramą razem z innymi katolikami: Augustynem Jeong Yak-jong, Franciszkiem Ksawerym Hong Gyo-man, Tomaszem Choe Pil-gong oraz Łukaszem Hong Nak-min.
Stryjem Jana Choe Chang-hyeon (co prawda młodszym od niego o kilka lat) był Maciej Choe In-gil, również zamęczony z powodu wiary w 1795 roku.
Jan Choe Chang-hyeon został beatyfikowany razem ze swoimi krewnymi Maciejem Choe In-gil i Ignacym Choe In-cheol przez papieża Franciszka 16 sierpnia 2014 roku w grupie 124 męczenników koreańskich.
Wspominany jest 31 maja z grupą 124 męczenników koreańskich.